# Valur (håndbold)
Knattspyrnufélagið Valur er en håndboldklub i Reykjavík, Island, der har både herre- og damehold repræsenteret i de bedste islandske rækker Úrvalsdeild karla og Úrvalsdeild kvenna. Klubben blev stiftet i 1948 og reguleres af Islands håndboldforbund. Klubben har i alt vundet det islandske mesterskab på herre- og damehold 22. og 17. gange.
I 2024 vandt herreholdet EHF European Cup for første gang, da de slog Olympiakos i finalen med cifrerne 30-26 og 35-32 (62-61 samlet).

## Meritter

### Dameholdet
- Úrvalsdeild kvenna
  - Vinder (17) : 1962, 1964, 1965, 1966, 1967, 1968, 1969, 1971, 1972, 1973, 1975, 1983, 2010, 2011, 2012, 2014, 2019
- Bikarkeppni kvenna í handknattleik
  - Vinder (7) : 1988, 1993, 2000, 2012, 2013, 2014, 2019

### Herreholdet
- Úrvalsdeild karla
  - Vinder (22) : 1940, 1941, 1942, 1944, 1947, 1948, 1951, 1955, 1973, 1977, 1978, 1979, 1988, 1989, 1991, 1993, 1994, 1995, 1996, 1998, 2007, 2017
- Bikarkeppni kvenna í handknattleik
  - Vinder (10) : 1974, 1988, 1990, 1993, 1998, 2008, 2009, 2011, 2016, 2017

## Dametruppen 2019-20
| Målvogtere - 12 Andrea Gunnlaugsdóttir - 14 Emelia Dögg Sigmarsdóttir - 26 Íris Björk Símonardóttir Fløjspillere RW - 19 Audur Ester Gestsdóttir - 20 Elin Helga Larusdóttir - 23 Iris Asta Petursdóttir LW - 03 Lilja Agústdóttir - 04 Ragnhildur Edda Thordardóttir - 24 Vigdis Birna Thórsteinsdóttir Stregspiller - 06 Hildur Björnsdóttir - 39 Arna Sif Pálsdóttir | Bagspillere LB - 13 Asdis Thora Agústsdóttir - 35 Lovisa Thompson CB - 09 Olöf Maria Stefansdóttir - 10 Sandra Erlingsdóttir - 33 Elin Rosa Magnusdóttir RB - 07 Díana Dögg Magnúsdóttir - 18 Heidrun Berg Sverrisdóttir - 21 Ida Margret Stéfansdóttir |